# Sleedoornpage
De sleedoornpage (Thecla betulae), soms ook berkenpage genoemd, is een vlinder, die tot de familie Lycaenidae behoort. De vlinder komt voor van Spanje tot Korea en noordwaarts tot Zuid-Scandinavië. Door ontbossing is de vlinder in sommige gebieden bedreigd.

## Beschrijving
De voorvleugel van het mannetje is 17-18 mm lang, die van het vrouwtje is groter. De bovenkant van de vleugel is donkerbruin met oranje vlekken bij de achterkant. De vrouwtjes hebben tevens grote niervormige vlekken op de voorvleugel. Op de oranjebruine onderkant van de vleugel zitten omrande, sabelvormige, donkeroranje vlekken, die van de bovenrand in de richting van de onderrand wijzen.

## Levenswijze
De sleedoornpage heeft maar één generatie per jaar. De vlinder vliegt van eind juli tot in oktober. Sleedoorn en soms gecultiveerde Prunus-soorten zijn de waardplanten. De vlinder legt de eitjes in de oksels van takken op de grens van oud en jong (bij voorkeur twee tot drie jaar oud) hout, waar de eitjes overwinteren. De eitjes zijn wit en plat en hebben een geribbeld patroon. In het voorjaar komen de eitjes uit en vreten de rupsjes de knoppen van binnenuit, later vreten ze van het blad. De rupsen verpoppen eind juni of begin juli op de grond onder afgevallen bladeren. Mieren begraven de poppen in oppervlakkige holletjes.
Berken blijken geen waardplant van de soort, hoewel de alternatieve naam berkenpage en ook de wetenschappelijke naam daarop duiden. Wel kiest de mannetjesvlinder graag markante bomen in de omgeving als vliegplaats, en daartoe kan de berk goed dienen.
De sleedoornpage is een honkvaste soort. Afstanden van meer dan 150 tot 200 meter worden zelden afgelegd. De vlinder verplaatst zich langs bosranden of struwelen waarin de waardplant groeit. Open vlakten worden zelden overvlogen.

## Voorkomen in België en Nederland
De sleedoornpage staat op de Nederlandse en Vlaamse Rode lijst als bedreigd, en op de Belgische als achteruitgaand. In België komt de soort vooral voor in het midden en oosten van het land. Kerngebieden in Nederland zijn de randen van de Veluwe en de Utrechtse heuvelrug. In 2017 waren er ook meerdere locaties in Drenthe en Overijssel. Enkele voorkomens werden gemeld uit Friesland, Noord-Brabant en Limburg. Door de verborgen leefwijze van de vlinder kunnen populaties lang onopgemerkt blijven. Het gemakkelijkst is, gedurende de wintermaanden, de aanwezigheid van eitjes op te merken.

## Ondersoorten
- Thecla betulae betulae
- Thecla betulae crassa Leech, 1894
- Thecla betulae ongodai Tutt, 1908
- Thecla betulae coreana (Nire, 1919)
  - Zephyrus coreana Nire, 1919
- Thecla betulae elwesi Leech, 1890
  - Thecla elwesi Leech, 1890
- Thecla betulae yiliguozigounae Huang & Murayama, 1992

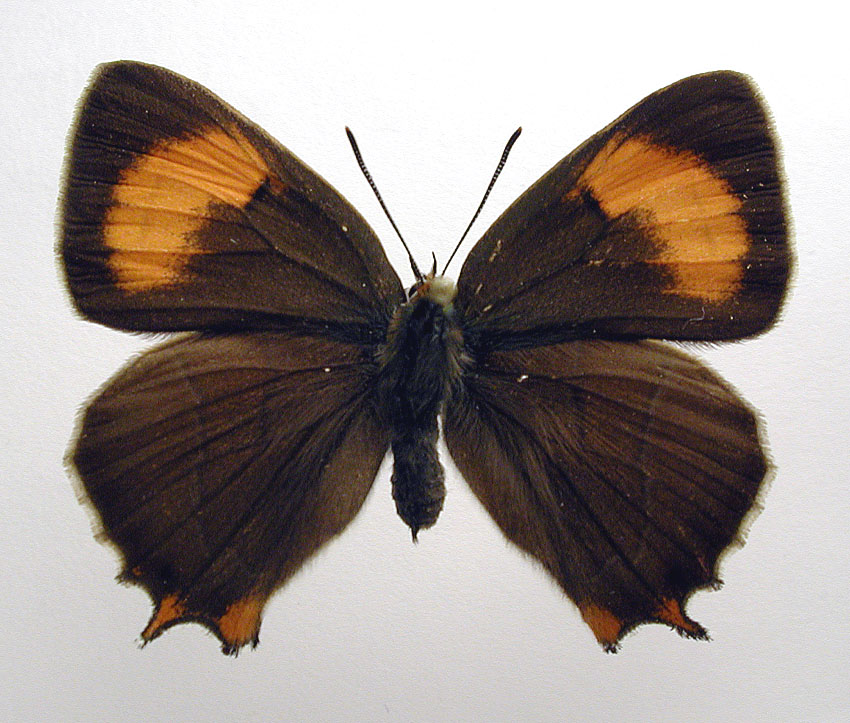
Museumexemplaar vrouwtje
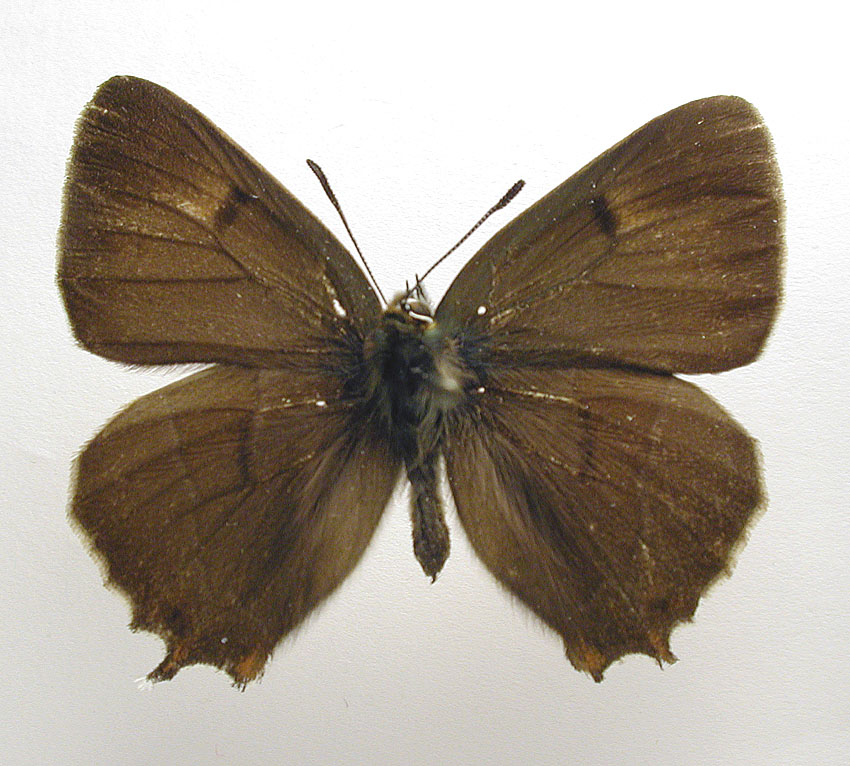
Museumexemplaar mannetje
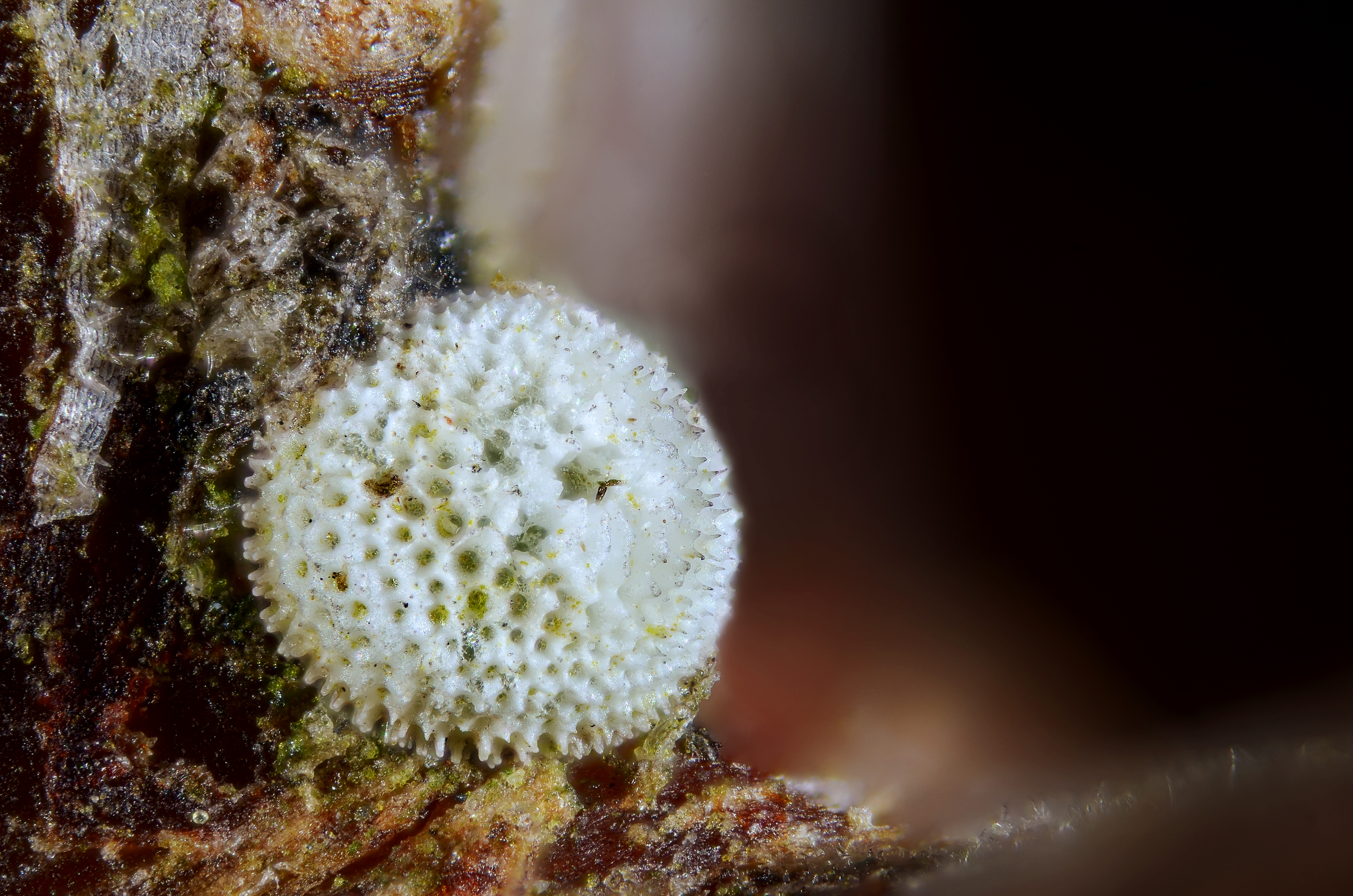
Eitje